# Dorothy Day
Služebnice Boží Dorothy Day (8. listopadu 1897– 29. listopadu 1980) byla americká novinářka zaměřená na sociální aktivity, pacifistka a oddaná členka katolické církve. Také spolu s Petrem Maurinem založila Catholic Worker movement. Je autorkou několika knih, na veřejnosti často hovořila o víře a sociální spravedlnosti.